# Municipio de Owen (Illinois)
El municipio de Owen (en inglés: Owen Township) es un municipio ubicado en el condado de Winnebago en el estado estadounidense de Illinois. En el año 2010 tenía una población de 3803 habitantes y una densidad poblacional de 41,25 personas por km².

## Geografía
El municipio de Owen se encuentra ubicado en las coordenadas 42°22′58″N 89°6′26″O / 42.38278, -89.10722. Según la Oficina del Censo de los Estados Unidos, el municipio tiene una superficie total de 92.19 km², de la cual 91,42 km² corresponden a tierra firme y (0,83 %) 0,77 km² es agua.

## Demografía
Según el censo de 2010, había 3803 personas residiendo en el municipio de Owen. La densidad de población era de 41,25 hab./km². De los 3803 habitantes, el municipio de Owen estaba compuesto por el 89,9 % blancos, el 5,39 % eran afroamericanos, el 0,16 % eran amerindios, el 1,13 % eran asiáticos, el 1,84 % eran de otras razas y el 1,58 % eran de una mezcla de razas. Del total de la población el 4,63 % eran hispanos o latinos de cualquier raza.